# Alain Zaloum
Alain Zaloum est un réalisateur, scénariste, producteur et monteur né le 13 novembre 1961 au Caire, Égypte.

## Filmographie

### comme Réalisateur
- 1990 : Madonna: A Case of Blood Ambition
- 1991 : With Friends Like These... (vidéo)
- 1992 : South Beach
- 1992 : Double Trafic (Canvas)
- 1997 : Suspicious Minds
- 1999 : Taxman
- 2004 : C'est pas moi, c'est l'autre
- 2016 : Real Detective

### comme Scénariste
- 1992 : Double Trafic (Canvas)
- 1997 : Suspicious Minds
- 1999 : Taxman

### comme Producteur
- 1997 : Suspicious Minds

### comme Monteur
- 1990 : Madonna: A Case of Blood Ambition